# Branko Kralj
Branko Kralj (10. března 1924 – 18. prosince 2012) byl jugoslávský a chorvatský fotbalový brankář. Narodil se a zemřel v Záhřebu.

## Klubová kariéra
Kralj v roce 1938 vstoupil do místního klubu HŠK Concordia. Po druhé světové válce, kdy byl klub rozpuštěn, přestoupil do NK Borac. Borac se později sloučil s dnešním NK Záhřeb a Kralj odešel do místního Dinama Záhřeb. Během svého působení v Dinamu nastoupil celkem do 108 zápasů (včetně 61 zápasů jugoslávské první ligy) a pomohl klubu vyhrát mistrovský titul v sezóně 1953/54. Kariéru ukončil v následující sezóně poté, co utrpěl zranění během zápasu proti Velež Mostar.

## Reprezentační kariéra
Během svého působení v Dinamu byl 39krát povolán do jugoslávské reprezentace, ale vždy jen jako náhradník za brankáře Vladimira Bearu z Hajduku Split. Mezi lety 1954 a 1955 nakonec odehrál tři zápasy za národní tým, pokaždé jako náhradník za Bearu. Byl členem jugoslávského týmu, který se dostal do čtvrtfinále na mistrovství světa 1954 ve Švýcarsku. Byl také součástí jugoslávského týmu na Letních olympijských hrách 1952, ale nehrál v žádném zápase.
Po odchodu z aktivního fotbalu vystudoval Ekonomickou fakultu Záhřebské univerzity a pracoval ve vedení klubu Dinamo.